# Калвиньш, Иварс
Иварс Калвиньш (латыш. Ivars Kalviņš; в СССР Иварс Янович Калвиньш; род. 1947) — советский и латвийский химик. Профессор (1994) РТУ и академик Академии наук Латвии (1994). Директор института органического синтеза Латвии (2003—2014). Соавтор изобретения лекарственного препарата милдронат. Президент Академии наук Латвии (2020).

## Биография
Родился 2 июня 1947 года в Риге. Закончил Огрскую среднюю школу № 1 в 1964 году. После поступил на только что вновь созданный химический факультет Латвийского государственного университета, который окончил в 1969 году. В том же году стал соавтором выпущенного факультетом учебного пособия «Методики синтезов гетероциклических соединений».
В 1969 году получил распределение в Институт органического синтеза (ИОС) АН Латвийской ССР в лаборатории синтетических лекарственных средств под руководством Маргерса Лидаки. В 1972 году стал руководителем группы в этой лаборатории и поступил в аспирантуру института, где его научным руководителем стал директор института Соломон Гиллер. Диссертацию разрабатывал в сфере химии азиридинов. Во время работы над диссертацией были синтезированы два новых лекарственных препарата — леакадин и милдронат.
В 1977 году получил учёную степень кандидата химических наук с диссертацией «Изыскание методов синтеза I-аминоазиридинов и I-Н-азиридинов с азотсодержащими функциональными группами». После защиты начал работать в лаборатории ИОС элементорганических соединений под руководством академика Эдмунда Лукевица. В 1979—1980 годах стажировался в группе профессора Рольфа Хьюсгена в институте Органической химии Мюнхенского университета.
В 1986 году стал руководителем собственной лаборатории в ИОС, а в 1987 году был назначен заместителем директора ИОС.
В 1988 году защитил в Ленинградском государственном университете диссертацию по теме «Синтез и свойства физиологически активных аналогов природных аминокислот на основе азиридинкарбоновых, тииранкарбоновых и гидразинокарбоновых кислот» на соискание учёной степени доктора химических наук (после нострификации в Латвийской республике хабилитированный доктор наук).
В 1992 году стал руководителем отделения медицинской химии ИОС, где в подчинении находились три лаборатории. В 2003 году назначен директором ИОС, кем пробыл до 2014 года. В настоящее время является председателем Учёного совета ИОС.
В 1994 году избран профессором Рижского технического университета и действительным членом Академии наук Латвии.
В 1994—2000 гг. — президент Латвийского химического общества.
C 2010 года — главный редактор журнала «Химия гетероциклических соединений», который издаёт ИОС.
С 8 октября 2020 года — президент Академии наук Латвии.

## Научные достижения
Под руководством Ивара Калвиньша был синтезирован ряд лекарственных средств, в том числе кардиопротектор милдронат (мельдоний), иммуномодулятор леакадин, диссоциатив нерамексан. Соавтор противоопухолевого препарата «Белиностат».
Соавтор более 1000 научных трудов, примерно 400 из которых — патенты и авторские свидетельства (43 из которых по милдронату).

## Награды
- Государственная премия Латвийской ССР (1989)
- Награда Густава Ванага АН Латвии (2003)
- медаль Паула Вальдена (2003)
- награда Соломона Гиллера АН Латвии (за милдронат) (2005)
- орден Трёх звёзд IV степени (2006)
- Почётная грамота Кабинета Министров Латвии (2007)[2]
- Большая медаль АН Латвии (2009)
- 2015 году номинирован финалистом награды Европейского патентного ведомства (European Inventor Award) в категории Life time achievement.